# Jacy Reese Anthis
Jacy Reese Anthis (né en 1992), écrivant auparavant sous le nom de Jacy Reese, est un écrivain et chercheur américain, cofondateur avec Kelly Witwicky du Sentience Institute. Il a travaillé comme Senior Fellow pour Sentience Politics, et avant cela pour Animal Charity Evaluators en tant que président du conseil d'administration, puis comme chercheur à plein temps.
Les recherches d'Anthis portent sur l'altruisme efficace, l'antispécisme, l'alimentation végétale et l'agriculture cellulaire. Il a été reconnu comme l'un des «Humains de l'année» par le magazine Vice en décembre 2017, aux côtés de Witwicki. Son livre, The End of Animal Farming (2018), soutient l'idée que l'élevage prendra fin d'ici 2100.

## Formation
Anthis obtient un diplôme en neurosciences en 2015 à l'Université du Texas à Austin,. En 2020, il s'inscrit programme de doctorat en sociologie à l'Université de Chicago.

## Carrière
Avant d'obtenir son diplôme en neuroscience, Anthis a travaillé au sein du conseil d'administration d'Animal Charity Evaluators ; il les a rejoints en tant que chercheur à temps plein une fois diplômé. Animal Charity Evaluators (ACE, anciennement appelé Effective Animal Activism) est une organisation du mouvement de l'altruisme efficace qui évalue et compare diverses organisations caritatives dédiées à la cause animale en fonction de leur rapport coût-efficacité et de leur transparence, en particulier celles qui se focalisent sur l'élevage intensif. Alors qu'il travaillait pour ACE, Anthis a publié un article traitant de la question de la souffrance des animaux sauvages, soutenant l'idée que les humains devraient agir en faveur des animaux sauvages pour soulager leurs souffrances si cela peut être fait de manière sûre et efficace,. Son article sur le sujet publié sur le site Vox en 2015 a été critiqué par des auteurs qui ont affirmé que l'humanité ne devrait pas intervenir ou qu'elle devrait plutôt se concentrer sur l'aide aux animaux domestiques,,.

### Création du Sentience Institute
Après un an et demi de travail auprès d'Animal Charity Evaluators, Anthis a brièvement travaillé pour Sentience Politics, un projet de la Effective Altruism Foundation. Sentience Politics s'est ensuite divisée en deux organisations, dont l'une était le Sentience Institute, cofondé par Anthis et Kelly Witwicki en juin 2017,. Il s'agit d'un think tank ayant pour mission de mener des recherches sur les moyens les plus efficaces d'élargir le « cercle de considération morale » de l'humanité, en se concentrant initialement sur les stratégies d'extension de ce cercle moral aux animaux dans les élevages,.

### The End of Animal Farming
Dans The End of Animal Farming, Anthis « présente une feuille de route fondée sur les preuves pour nous conduire à un système alimentaire plus humain, éthique et efficace dans lequel les abattoirs seront devenus obsolètes ». Anthis a écrit ce livre dans la perspective de l'altruisme efficace, estimant que les problèmes que posent l'élevage ont déjà été largement dénoncés, mais percevant le besoin d'un livre pour guider le « mouvement en faveur des droits des animaux dans les élevages » vers son objectif de long terme. À la fin du livre, Anthis émet l'hypothèse suivante : « si je devais spéculer, je dirais que d'ici 2100, toutes les formes d'élevage sembleront dépassées et barbares »,.